# Список земноводных Азербайджана
Список земноводных Азербайджана включает виды класса Земноводные, распространённые на территории Азербайджана. В Красную книгу Азербайджана включены Обыкновенный тритон, Гребенчатый тритон, Обыкновенная жаба, Кавказская крестовка и Сирийская чесночница.

## Список видов
В настоящее время на территории Азербайджана отмечено около 14 видов. 

### ОтрядХвостатые земноводные
- Семейство Настоящие саламандры
  - Гладкие тритоны
    - Тритон Ланца (Lissotriton lantzi)

  - Тритоны
    - Тритон Карелина[1] (Triturus karelinii)

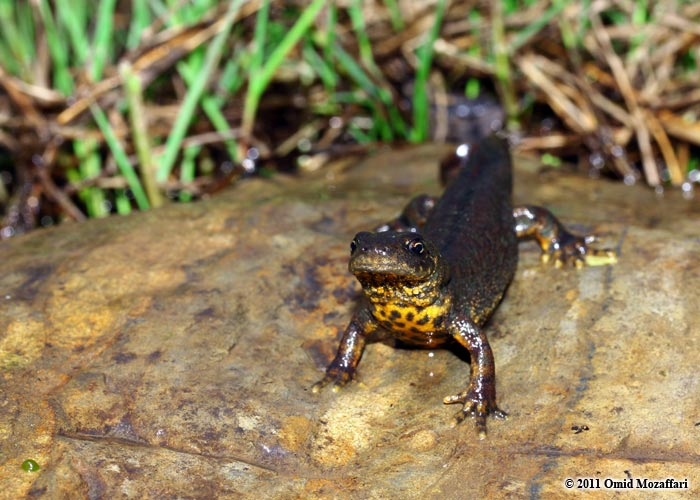
Тритон Карелина

### ОтрядБесхвостые земноводные
- Семейство Чесночницы
  - Род Чесночницы
    - Сирийская чесночница (Pelobates syriacus)

- Семейство Крестовки
  - Род Крестовки
    - Кавказская крестовка (Pelodytes caucasicus)
- Семейство Жабы
  - Род Жабы
    - Обыкновенная жаба (Bufo bufo)
    - Кавказская жаба (Bufo verrucosissimus)
    - Зелёная жаба (Bufo viridis)
    - Талышская жаба[2][3] (Bufo eichwaldi)

  - Род Bufotes
    - Bufotes variabilis (Bufotes variabilis)

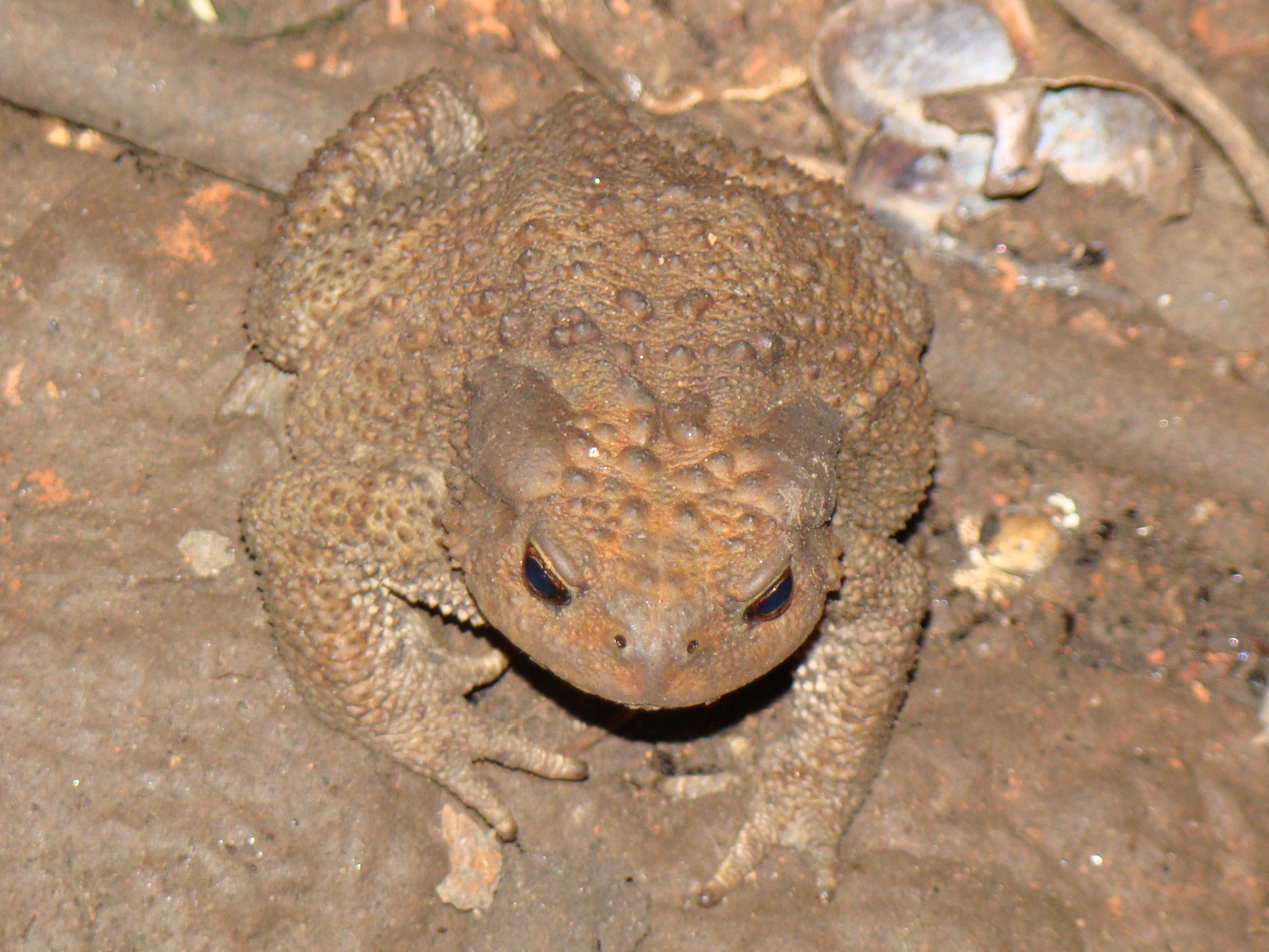
Кавказская жаба
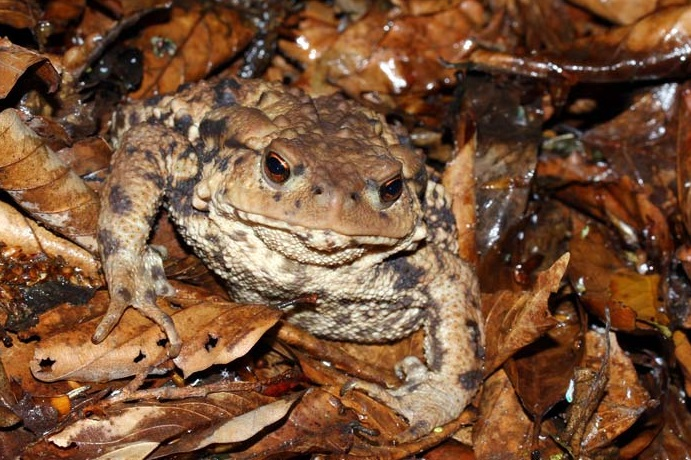
Талышская жаба
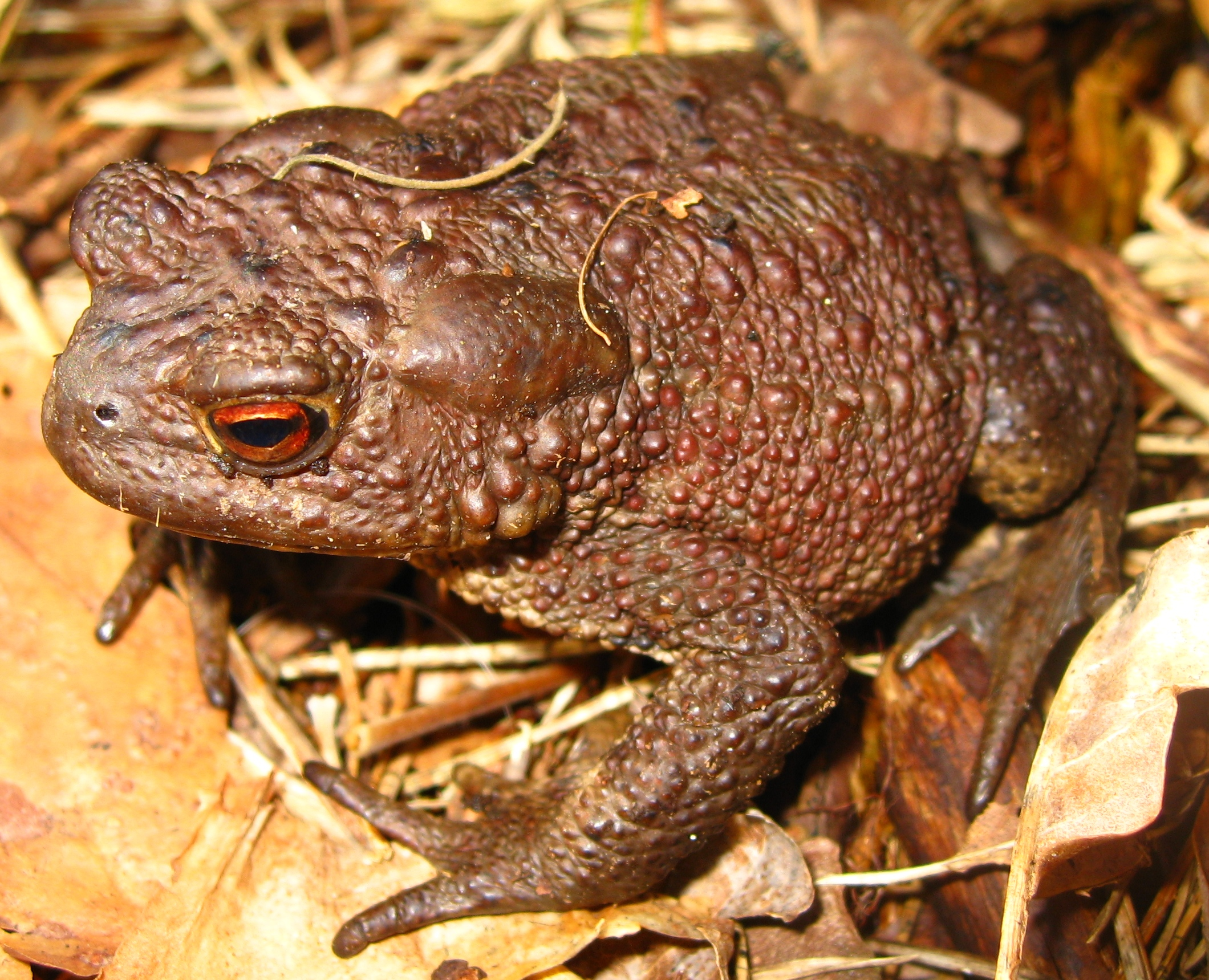
Обыкновенная жаба
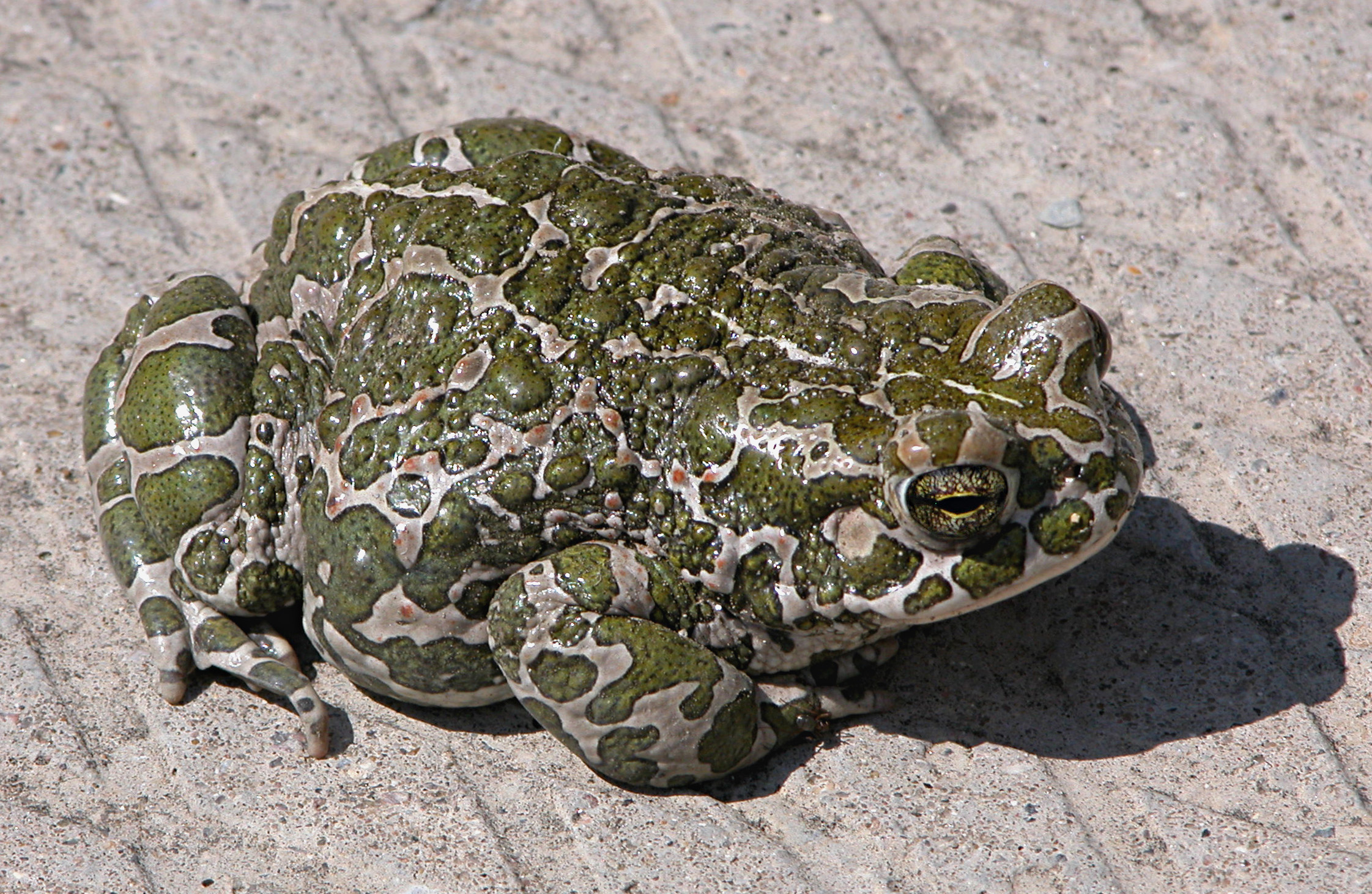
Зелёная жаба

- Семейство Квакши
  - Род Квакша
    - Обыкновенная квакша (Hyla arborea)
    - Малоазиатская квакша (Hyla savignyi)

- Семейство Лягушки
  - Род Лягушки
    - Малоазиатская лягушка (Rana macrocnemis)
    - Озёрная лягушка (Rana ridibunda)